# Cryptoblepharus keiensis
Espèce
Synonymes
- Ablepharus boutonii keiensis Roux, 1910
- Ablepharus boutonii var. intermedius De Jong, 1926
- Cryptoblepharus intermedius (De Jong, 1926)

Cryptoblepharus keiensis est une espèce de sauriens de la famille des Scincidae.

## Répartition
Cette espèce est endémique des Moluques en Indonésie. Elle se rencontre dans les îles Kai, les îles Banda et les îles de Céram, de Saparua, de Haruku, de Buru et d'Ambon.

## Étymologie
Son nom d'espèce, composé de kei et du suffixe latin -ensis, « qui vit dans, qui habite », lui a été donné en référence au lieu de sa découverte, les îles Kai.

## Publication originale
- Roux, 1910 : Reptilien und Amphibien der Aru- und Kei-Inseln. Abhandlungen Der Senckenbergischen Naturforschenden Gesellschaft, vol. 33, p. 211-247 (texte intégral).